# Varessäikkä
Varessäikkä är en udde i Finland. Den ligger i Siikajoki och landskapet Norra Österbotten, i den centrala delen av landet, 500 km norr om huvudstaden Helsingfors.
Terrängen inåt land är mycket platt. Havet är nära Varessäikkä åt nordväst. Runt Varessäikkä är det mycket glesbefolkat, med 4 invånare per kvadratkilometer. Närmaste större samhälle är Lumijoki, 18,1 km öster om Varessäikkä. I omgivningarna runt Varessäikkä växer i huvudsak blandskog.